# Martinvelle
Martinvelle est une commune française située dans le sud-ouest du département des Vosges, en région Grand Est.
Ses habitants sont appelés les Martinvillois.

## Géographie

### Localisation
Martinvelle est un village du Sud-Ouest de la Vôge, limitrophe de la Haute-Saône. Le nord de la commune est inclus dans la forêt de Darney. Pour qualifier cette petite région, on parle aussi des Vosges saônoises.
À l'écart des grands axes, Martinvelle se situe à 25 km au sud-est de Contrexéville, à 10 km au sud de Monthureux-sur-Saône et à 9 km au nord de Corre.
- L'intersection du 48e parallèle nord et du 6e méridien à l'est de Greenwich se trouve sur le territoire de la commune (voir aussi le Degree Confluence Project).

### Espaces naturels
- Un espaces protégés Natura 2000[1].
- Trois Zone naturelle d'intérêt écologique, faunistique et floristique (Znieff].

## Sismicité
Commune située dans une zone 2 de sismicité faible.

### Hydrographie et les eaux souterraines

#### Réseau hydrographique
La commune est située dans le bassin versant de la Saône au sein du bassin Rhône-Méditerranée-Corse. Elle est drainée par la Morte-Eau, le ruisseau du Mesnil, le ruisseau de la Courbe Saule, le ruisseau de la Noue le Châtelain, le ruisseau de Préfonrupt, le ruisseau du Gros Pont, le ruisseau du Long Pré et le ruisseau du Petit Pont.
La Morte-Eau, d'une longueur totale de 11,1 km, prend sa source dans la commune de Claudon et se jette dans le canal de l'Est à La Basse-Vaivre, après avoir traversé quatre communes.

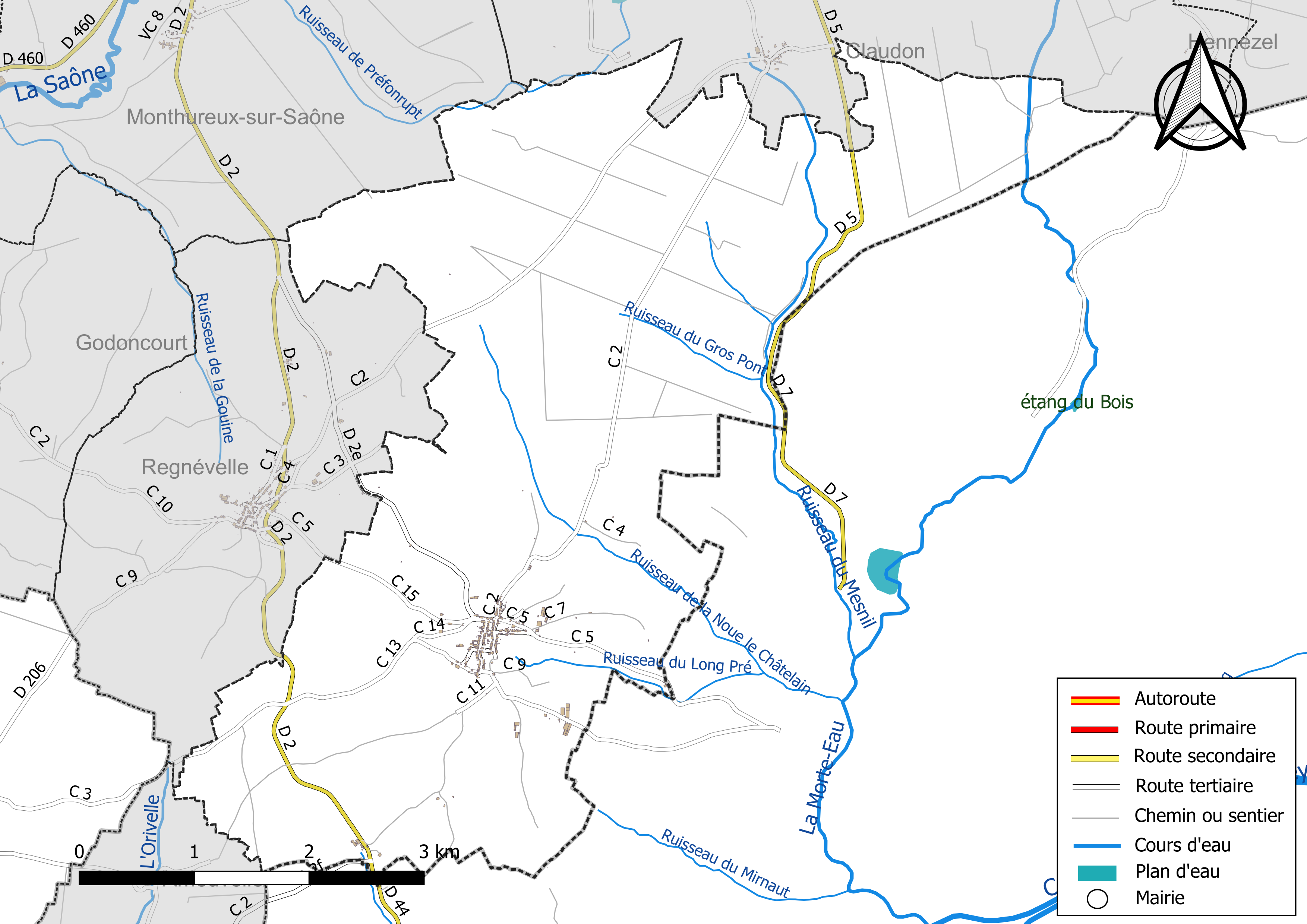
Réseaux hydrographique et routier de Martinvelle.

#### Gestion et qualité des eaux
Le territoire communal est couvert par le schéma d'aménagement et de gestion des eaux (SAGE) « Nappe des Grès du Trias Inférieur ». Ce document de planification, dont le territoire comprend le périmètre de la zone de répartition des eaux de la nappe des Grès du trias inférieur (GTI), d'une superficie de 1 497 km2, est en cours d'élaboration. L’objectif poursuivi est de stabiliser les niveaux piézométriques de la nappe des GTI et atteindre l'équilibre entre les prélèvements et la capacité de recharge de la nappe. Il doit être cohérent avec les objectifs de qualité définis dans les SDAGE Rhin-Meuse et Rhône-Méditerranée. La structure porteuse de l'élaboration et de la mise en œuvre est le conseil départemental des Vosges.
La qualité des eaux de baignade et des cours d’eau peut être consultée sur un site dédié géré par les agences de l’eau et l’Agence française pour la biodiversité.

### Climat
Pour des articles plus généraux, voir Climat du Grand Est et Climat des Vosges.
En 2010, le climat de la commune est de type climat des marges montargnardes, selon une étude du Centre national de la recherche scientifique s'appuyant sur une série de données couvrant la période 1971-2000. En 2020, Météo-France publie une typologie des climats de la France métropolitaine dans laquelle la commune est dans une zone de transition entre le climat océanique altéré et le climat océanique altéré et est dans la région climatique  Lorraine, plateau de Langres, Morvan, caractérisée par un hiver rude (1,5 °C), des vents modérés et des brouillards fréquents en automne et hiver.
Pour la période 1971-2000, la température annuelle moyenne est de 9,9 °C, avec une amplitude thermique annuelle de 17,2 °C. Le cumul annuel moyen de précipitations est de 965 mm, avec 13,4 jours de précipitations en janvier et 9,6 jours en juillet. Pour la période 1991-2020, la température moyenne annuelle observée sur la station météorologique de Météo-France la plus proche, « Venisey », sur la commune de Venisey à 16 km à vol d'oiseau, est de 11,0 °C et le cumul annuel moyen de précipitations est de 850,7 mm. 
La température maximale relevée sur cette station est de 39,7 °C, atteinte le 25 juillet 2019 ; la température minimale est de −17,4 °C, atteinte le 30 décembre 2005,,.
Les paramètres climatiques de la commune ont été estimés pour le milieu du siècle (2041-2070) selon différents scénarios d'émission de gaz à effet de serre à partir des nouvelles projections climatiques de référence DRIAS-2020. Ils sont consultables sur un site dédié publié par Météo-France en novembre 2022.

## Urbanisme

### Typologie
Au 1er janvier 2024, Martinvelle est catégorisée commune rurale à habitat dispersé, selon la nouvelle grille communale de densité à sept niveaux définie par l'Insee en 2022.
Elle est située hors unité urbaine et hors attraction des villes,.

### Occupation des sols
L'occupation des sols de la commune, telle qu'elle ressort de la base de données européenne d’occupation biophysique des sols Corine Land Cover (CLC), est marquée par l'importance des forêts et milieux semi-naturels (57,1 % en 2018), une proportion identique à celle de 1990 (57,1 %). La répartition détaillée en 2018 est la suivante : 
forêts (57,1 %), prairies (20 %), terres arables (16,9 %), zones agricoles hétérogènes (4,5 %), zones urbanisées (1,6 %). L'évolution de l’occupation des sols de la commune et de ses infrastructures peut être observée sur les différentes représentations cartographiques du territoire : la carte de Cassini (XVIIIe siècle), la carte d'état-major (1820-1866) et les cartes ou photos aériennes de l'IGN pour la période actuelle (1950 à aujourd'hui).

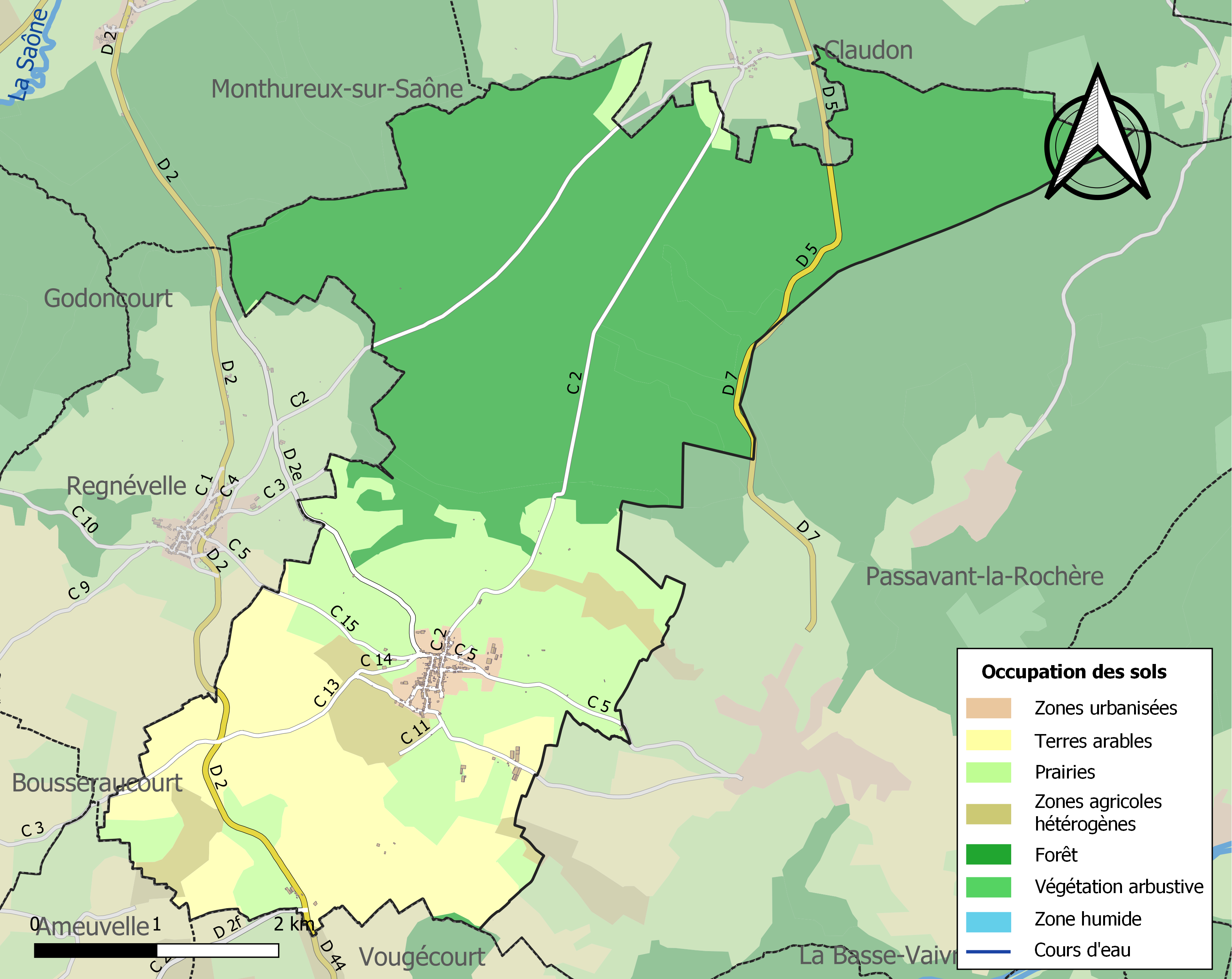
Carte des infrastructures et de l'occupation des sols de la commune en 2018 (CLC).
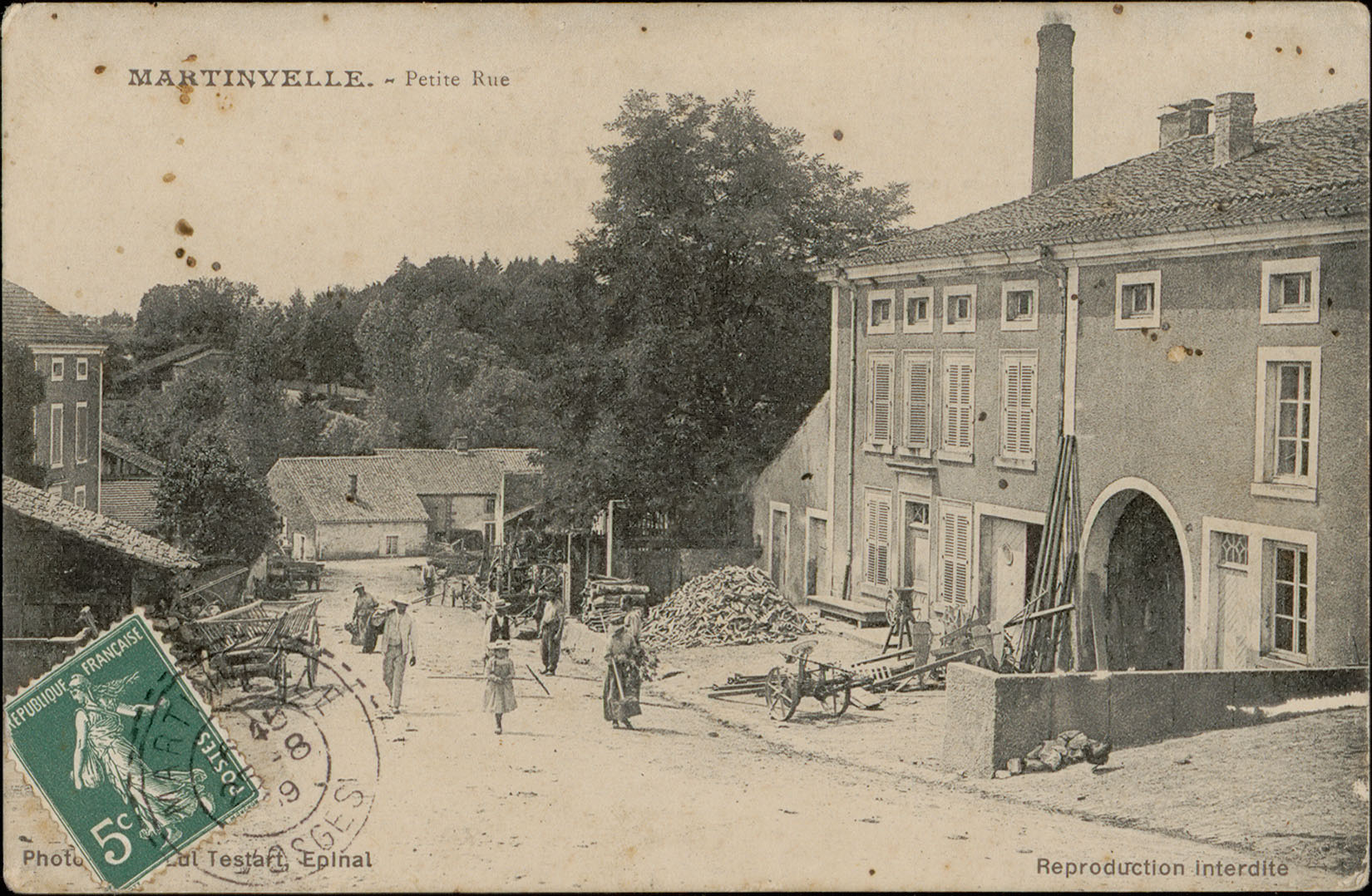
La Petite Rue (carte postale Paul Testart).

### Voies de communications et transports

#### Voies routières
La commune est à 3 km de Regnécourt, 5,1 de Vougécourt et 8 de Claudon.

#### Transports en commun

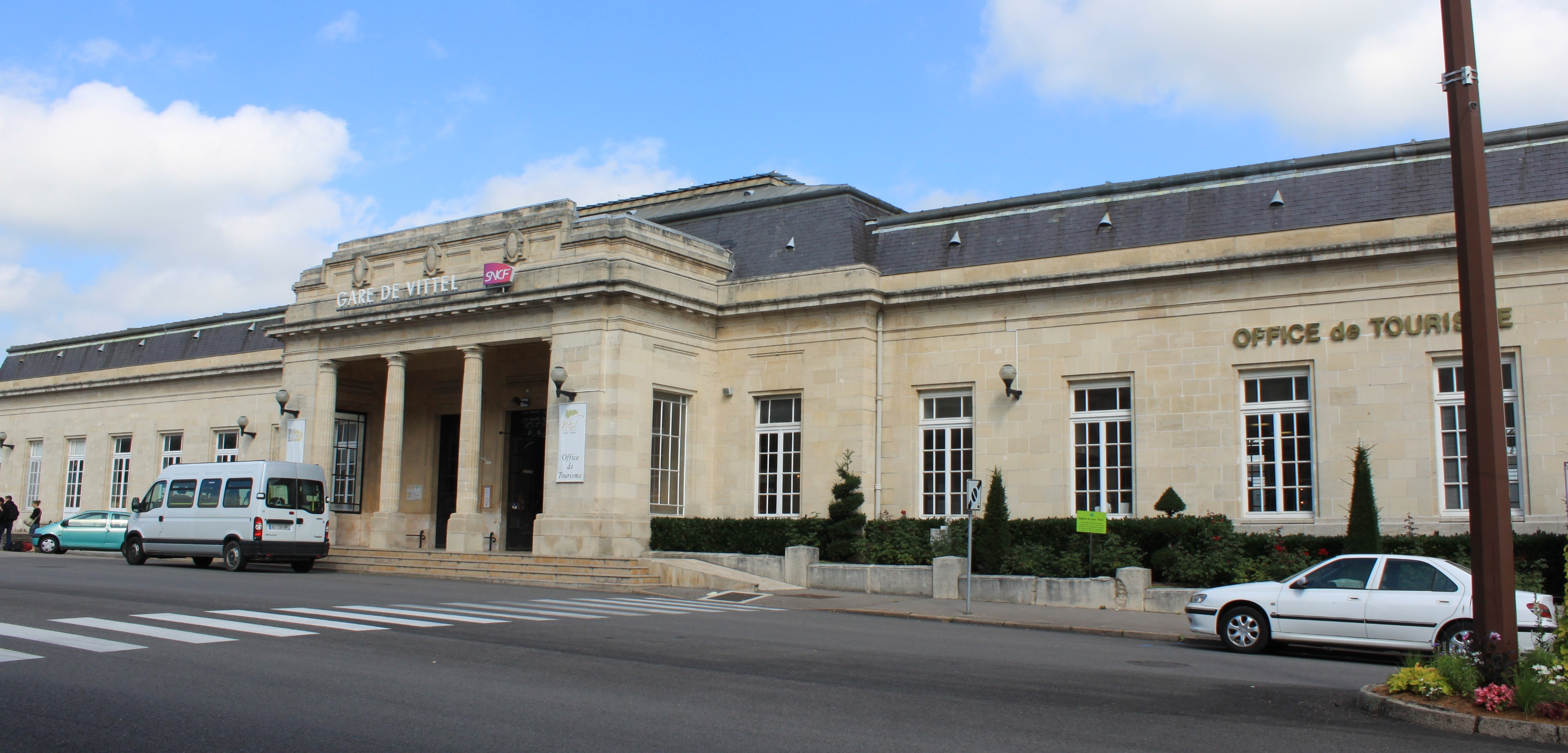
Gare de Vittel.

- Fluo Grand Est.

#### Lignes SNCF
- Gare de Contrexéville
- Gare de Vittel

## Toponymie
Le nom de la localité est attesté sous les formes Martinivilla (1144) ; Gilebertus de Martinvile (1180) ; Martinville (1251) ; Mertinville (1267) ; Mertinvile (1287) ; Martenvelle (1540) ; Martinvelle (1586) ; Martainvelle (1711) ; Martinelle (1722).

Il s'agit d'une formation toponymique médiévale en -ville (fréquente dans lʹEst de la France) au sens ancien de « domaine rural ». En vosgien et franc-comtois,  la forme -velle est fréquente dans les parlers romans de lʹEst, une forme dialectale de -ville.

Le premier élément Martin- correspond à un anthroponyme.

## Histoire
Appartenant à l'abbaye de Remiremont, le village fut cédé en 1070 à celle de Saint-Vincent de Besançon qui y fonda un prieuré.
Le passé de Martinvelle est davantage tourné vers la Franche-Comté que vers la Lorraine. Les seigneurs de Passavant et les Esmez d'Eut-Tout (alias Esmez-Deutout) étaient les maîtres des lieux avant la Révolution française et le village était une terre dite de surséance.
Vers 1830, Pierre Jannel, charron et maréchal, créé un atelier d’entretien de machines agricoles à Martinvelle. En 1871, une fonderie de cloches y a été adjointe . L’art campanaire a représenté une activité importante du sud-ouest des Vosges : Damblain, Martinvelle, Urville et Robécourt.
Une histoire de la commune a été écrite par l'instituteur en 1889.

## Politique et administration
| Période                                  | Période      | Identité                       | Étiquette | Qualité                                                          |
| ---------------------------------------- | ------------ | ------------------------------ | --------- | ---------------------------------------------------------------- |
| 1901                                     | ?            | Ulysse Jannel                  |           |                                                                  |
| Les données manquantes sont à compléter. |              |                                |           |                                                                  |
| 1925                                     | 1966         | Louis Barbier                  |           | Conseiller général du canton de Monthureux-sur-Saône (1934-1940) |
| 1966                                     | juin 1995    | Robert Minichiello (1921-2008) |           |                                                                  |
| juin 1995                                | mars 2001    | Bernard Hayaux                 |           |                                                                  |
| mars 2001                                | mars 2008    | Daniel Aubertin                |           |                                                                  |
| mars 2008                                | janvier 2015 | Bernadette Dispot              |           | Comptable retraitée, démissionnaire.                             |
| février 2015                             | En cours     | Monique Roche                  |           |                                                                  |

### Budget et fiscalité 2022

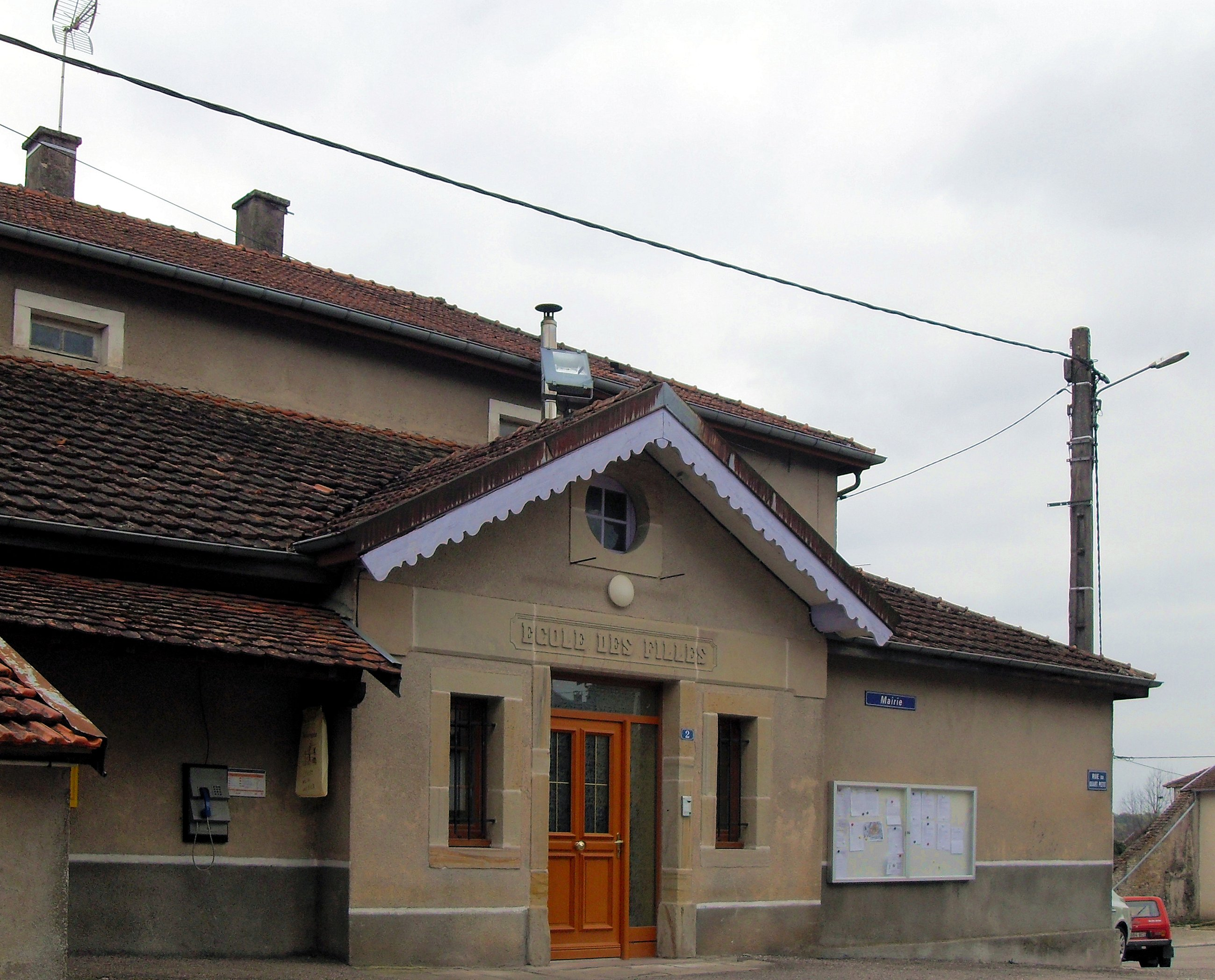
La mairie.

En 2022, le budget de la commune était constitué ainsi :
- total des produits de fonctionnement : 195 000 €, soit 1 454 € par habitant ;
- total des charges de fonctionnement : 141 000 €, soit 1 050 € par habitant ;
- total des ressources d'investissement : 49 000 €, soit 365 € par habitant ;
- total des emplois d'investissement : 15 000 €, soit 110 € par habitant ;
- endettement : 31 000 €, soit 234 € par habitant.

Avec les taux de fiscalité suivants :
- taxe d'habitation : 21,77 % ;
- taxe foncière sur les propriétés bâties : 44,60 % ;
- taxe foncière sur les propriétés non bâties : 21,87 % ;
- taxe additionnelle à la taxe foncière sur les propriétés non bâties : 0,00 % ;
- cotisation foncière des entreprises : 0,00 %.

Chiffres clés Revenus et pauvreté des ménages en 2021 : médiane en 2021 du revenu disponible, par unité de consommation : 21 850 €.

## Population et société

### Démographie

#### Évolution démographique
L'évolution du nombre d'habitants est connue à travers les recensements de la population effectués dans la commune depuis 1793. Pour les communes de moins de 10 000 habitants, une enquête de recensement portant sur toute la population est réalisée tous les cinq ans, les populations de référence des années intermédiaires étant quant à elles estimées par interpolation ou extrapolation. Pour la commune, le premier recensement exhaustif entrant dans le cadre du nouveau dispositif a été réalisé en 2008.

En 2022, la commune comptait 126 habitants, en évolution de +5 % par rapport à 2016 (Vosges : −2,96 %, France hors Mayotte : +2,11 %).
| 1793 | 1800 | 1806 | 1821 | 1831 | 1836 | 1841 | 1846 | 1856 |
| ---- | ---- | ---- | ---- | ---- | ---- | ---- | ---- | ---- |
| 430  | 563  | 568  | 609  | 671  | 686  | 662  | 688  | 606  |

| 1861 | 1866 | 1876 | 1881 | 1886 | 1891 | 1896 | 1901 | 1906 |
| ---- | ---- | ---- | ---- | ---- | ---- | ---- | ---- | ---- |
| 586  | 595  | 540  | 511  | 608  | 466  | 474  | 481  | 492  |

| 1911 | 1921 | 1926 | 1931 | 1936 | 1946 | 1954 | 1962 | 1968 |
| ---- | ---- | ---- | ---- | ---- | ---- | ---- | ---- | ---- |
| 459  | 363  | 338  | 308  | 276  | 259  | 239  | 228  | 209  |

| 1975 | 1982 | 1990 | 1999 | 2006 | 2008 | 2013 | 2018 | 2022 |
| ---- | ---- | ---- | ---- | ---- | ---- | ---- | ---- | ---- |
| 196  | 176  | 168  | 135  | 130  | 128  | 120  | 125  | 126  |

### Enseignement
Établissements d'enseignements :
- Écoles maternelles et primaires à Passavant-la-Rochère, Monthureux-sur-Saône, Corre, Hennezel.
- Collèges à Monthureux-sur-Saône, Vauvillers, La Vôge-les-Bains, Martigny-les-Bains, Lamarche.
- Lycées à La Vôge-les-Bains, Contrexéville, Saint-Loup-sur-Semouse.

### Santé
Professionnels et établissements de santé :
- Médecins à Passavant-la-Rochère, Corre, Monthureux-sur-Saône, Vauvillers, Darney, Fontenoy-le-Château.
- Pharmacies à Passavant-la-Rochère, Corre, Monthureux-sur-Saône, Vauvillers, Hennezel.
- Hôpitaux à Saint-Rémy, Lamarche, Vittel, Ville-sur-Illon.

### Cultes
- Culte catholique, Paroisse Notre-Dame-de-la-Saône[37], Diocèse de Saint-Dié.

## Économie

### Entreprises et commerces

#### Agriculture
- Culture et élevage associés.
- Culture de céréales, de légumineuses et de graines oléagineuses.
- Élevage de vaches laitières.
- Élevage de chevaux et d'autres équidés.
- Élevage d'autres bovins et de buffles.
- Élevage d'autres animaux.

#### Tourisme
- Hébergements et restauration à Monthureux-sur-Saône, Claudon, Melay, Bains-les-Bains, Dombasle-devant-Darney, Bourbonne-les-Bains.

#### Commerces
- Commerces et services de proximité.
- Microbrasserie[38]

## Culture locale et patrimoine

### Lieux et monuments

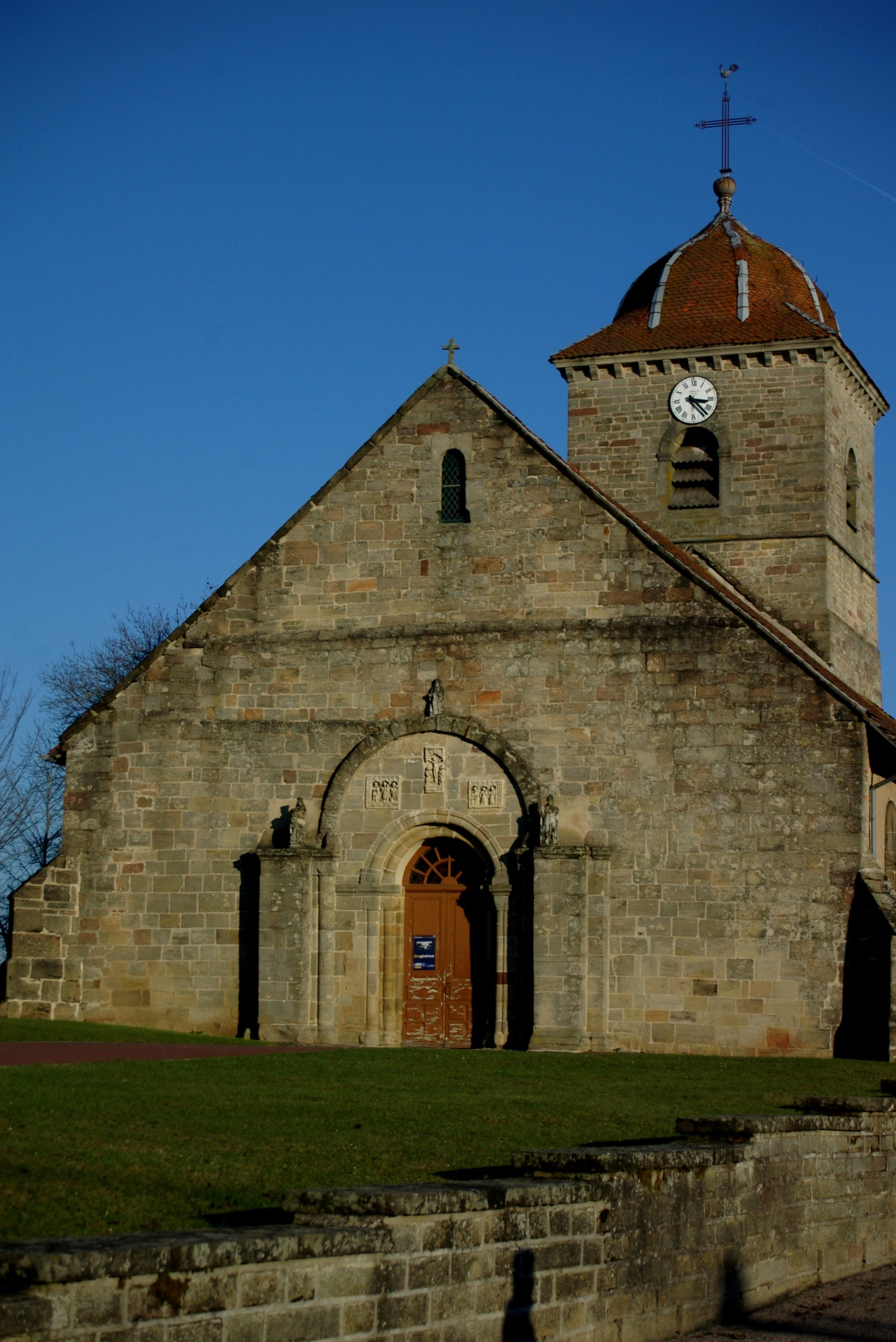
Église Saint-Pierre-aux-Liens.
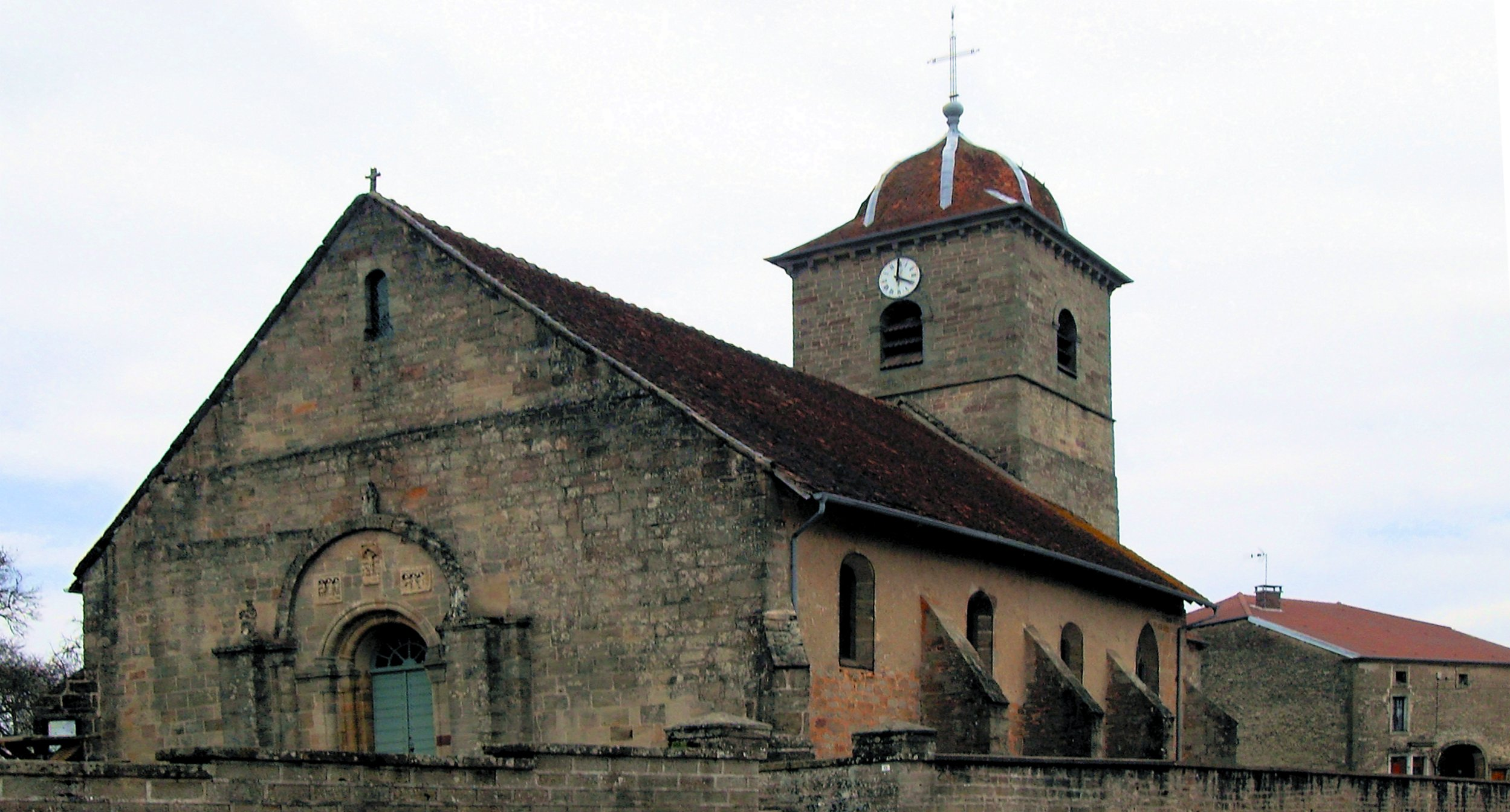
Église Saint-Pierre-aux-Liens.
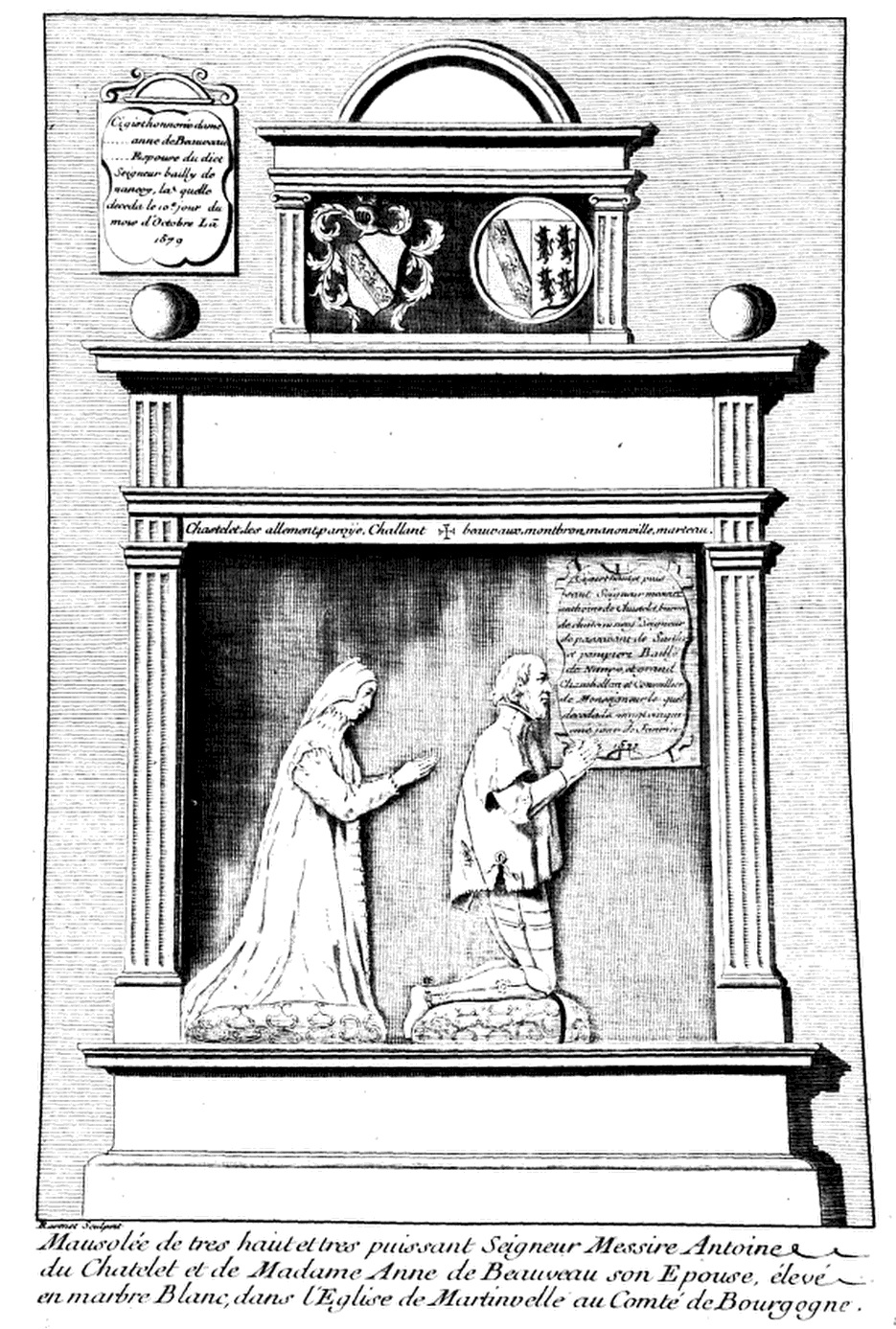
Tombeau d'Antoine II du Châtelet et de son épouse Anne de Beauvau (le tombeau se trouvait dans l'église).
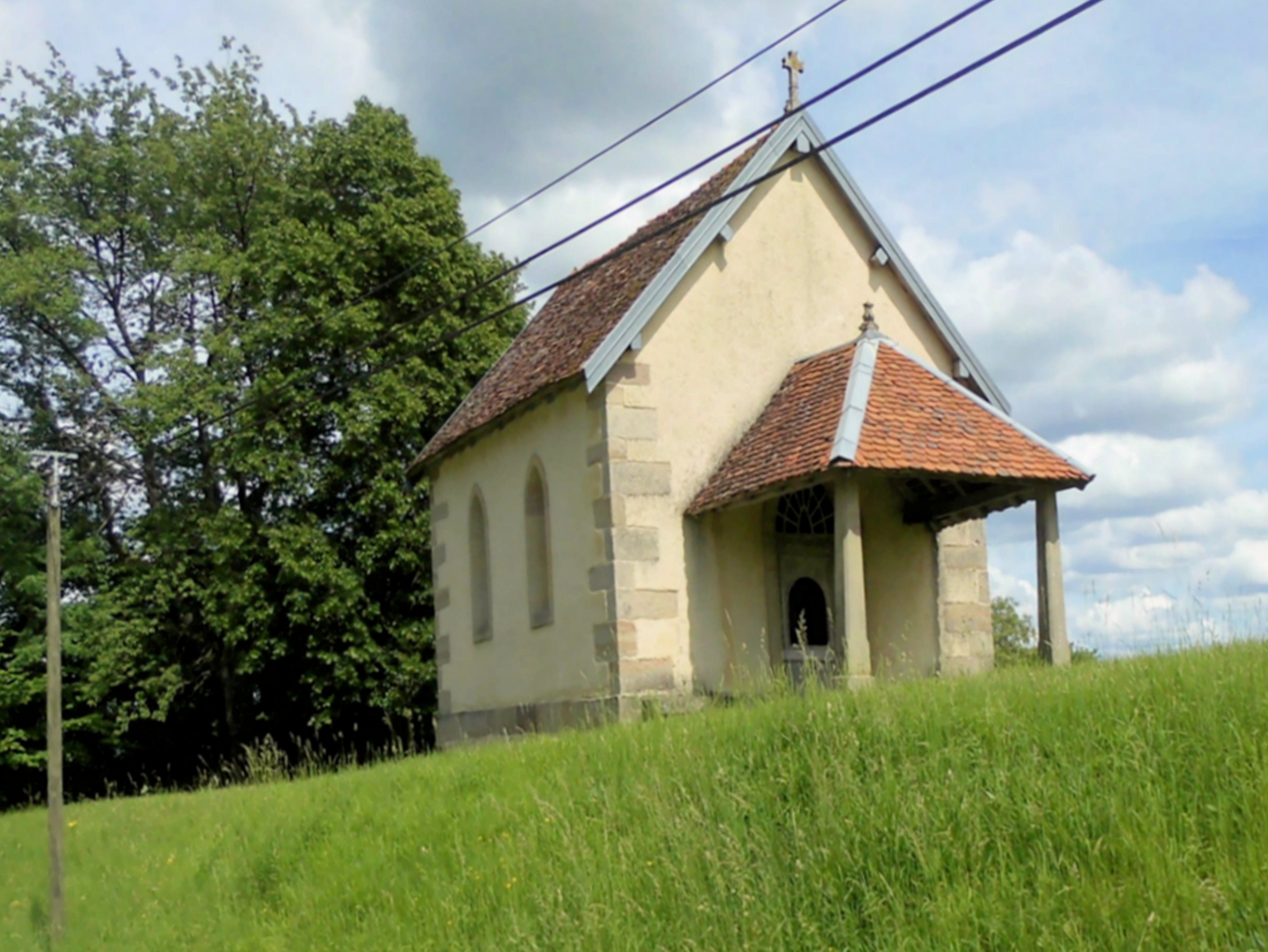
Chapelle Saint-Roch.
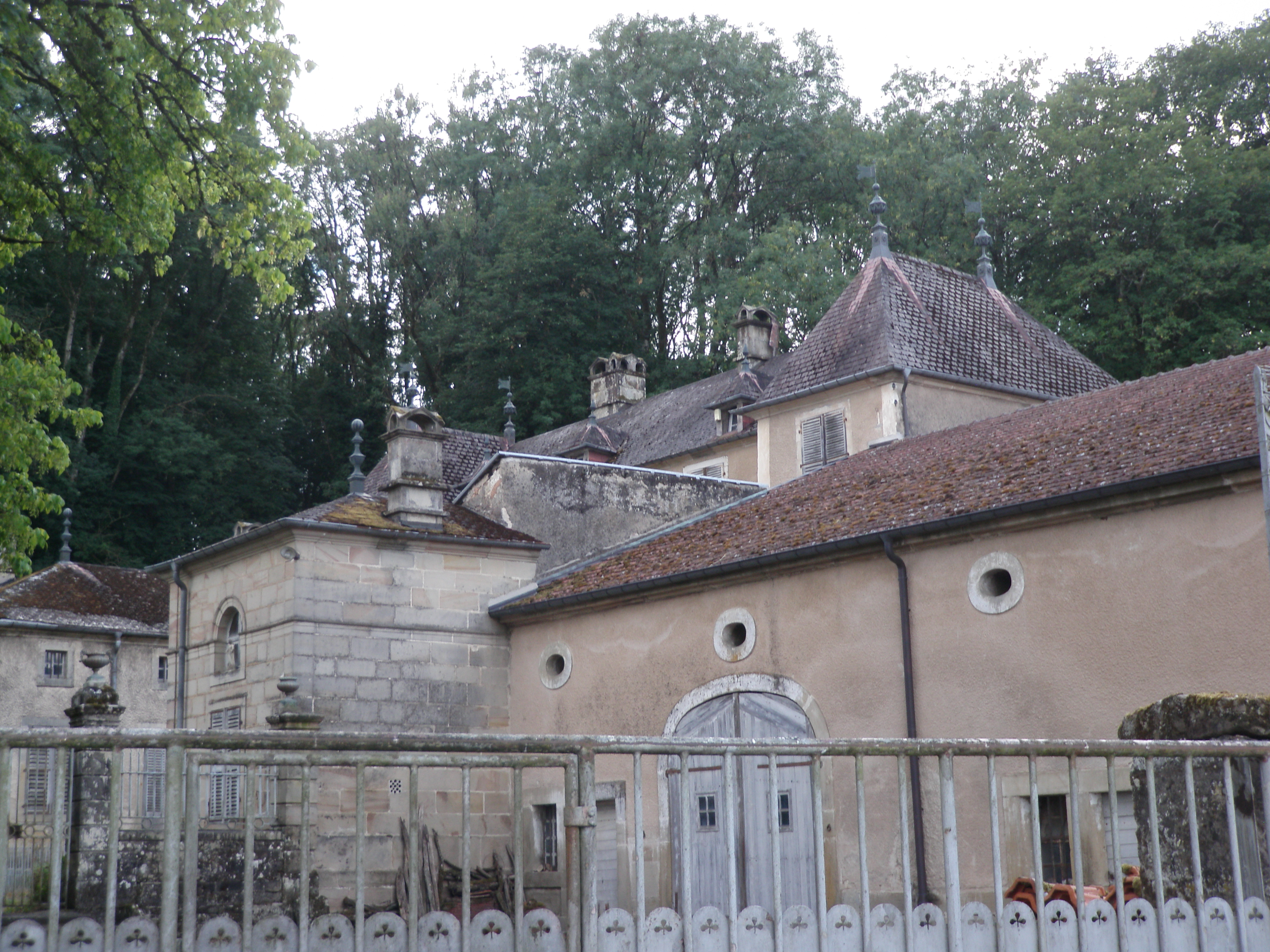
Château.
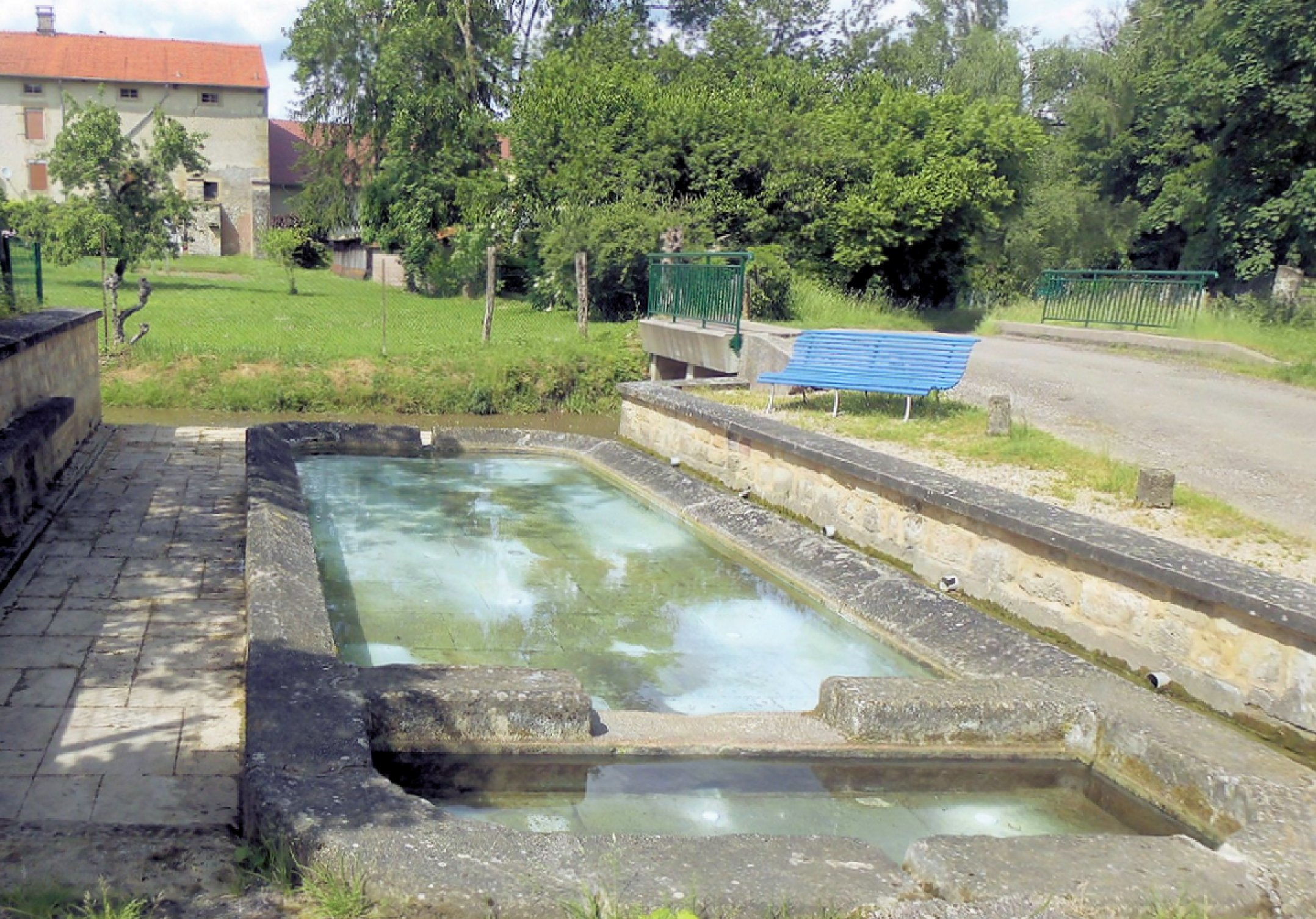
Ancien lavoir
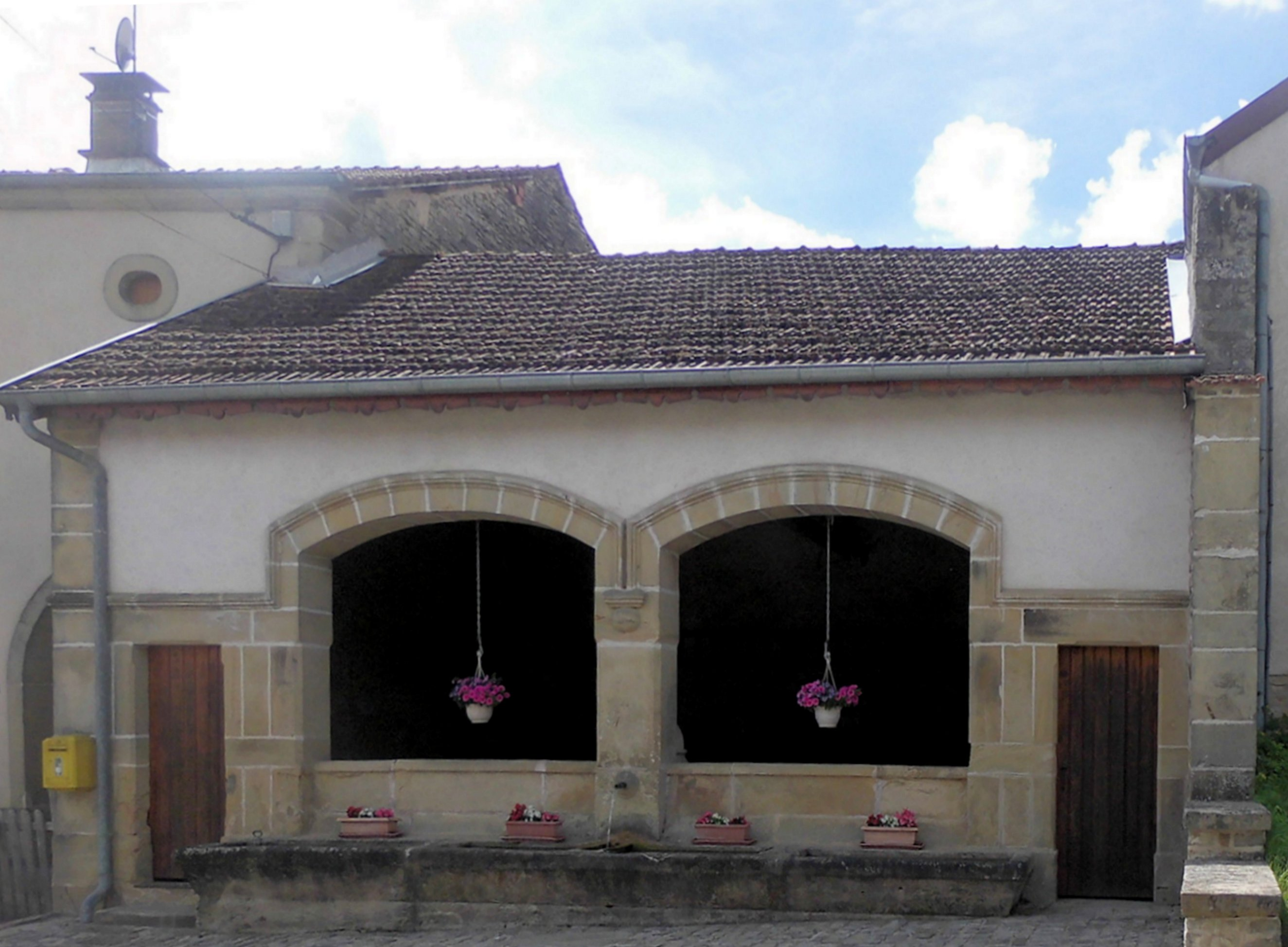
Lavoir sur la Grande rue.

- Église Saint-Pierre (fêté le 29 juin), dont la porte principale est classée monument historique par arrêté du 22 octobre 1913[39].

Le visiteur remarquera en particulier le retable du maître-autel qui vient de faire l'objet d'une remarquable restauration. Il s'agit d'un magnifique retable en bois du XVIIIe siècle qui renferme une toile de 1687 signée C.A. Aillet représentant le martyre de saint Gibert, abbé de Luxeuil, mort en 888.
L'église possède par ailleurs d'autres éléments dignes d'intérêt :
* un christ en croix (XVIe siècle),
* une vierge à l'enfant (XVIe siècle),
* statue de saint Gilbert (XVIe siècle),
* saint François aux stigmates (XVIe siècle),
* saint Pierre et saint Paul (XVIIIe siècle),
* un tableau de la Vierge (XVIIIe siècle),
* un tableau du miracle de saint Nicolas (XVIIIe siècle).

Description de l'église Saint-Pierre.
Selon Georges Durand, il ne subsisterait de l'époque romane que les murs extérieurs de la nef, à l'exception toutefois de la partie supérieure du pignon occidental et de la partie haute du mur latéral sud, la travée de choeur sous le clocher, quelques fenêtres en plein cintre, dont deux sur la façade sud, queqlues arc doubleaux intérieurs, piliers, chapiteaux.  Les contreforts le long des murs latéraux ne datent que de l'époque de la construction des voûtes de la nef et des bas-côtés, probablement au XVe siècle. La partie supérieure du clocher émergeant de la toiture fut reconstruite probablement au XVIIIe siècle, peut-être en copie de la précédente. La porte (classée) de l'église s'ouvre au milieu de la façade occidentale. Elle est en plein cintre, à deux ressauts, ornés chacun d'un gros tore soutenu par des colonnettes aux chapiteaux cubiques et aux bases classiques posées sur des dés. Il n'y a pas de tympan (le tympan est celui de la porte en bois). La porte est incluse dans un grand arc en plein cintre reposant sur deux colonnettes, avec deux gros pilastres accolés. Georges Durand y voit les restes d’un porche détruit. L’espace au-dessus de la porte est occupé par un retable qui a été déplacé de sa position initiale, un autel intérieur. C’est un tryptique  : le Calvaire avec Marie et saint Jean, la tête levée, et deux groupes de personnages  : à droite, saint Genest, saint Rémy et saint Nicolas, à gauche sainte Anne, sainte Marguerite et sainte Barbe. Ces retables dateraient du milieu du XVIe siècle et proviendraient de l’atelier que Pierre Simonin appelle Atelier de la Dormition de la Vierge.  La façade occidentale est un mur d’un seul tenant (comme Gendreville), différemment d’autres églises où il y a un pignon central correspondant à la nef et en retrait deux pignons pour les bas-côtés (voir par exemple l’église de Coussey).
Voir une description détaillée et photos dans l'ouvrage Églises romanes des Vosges.
- Château de Martinvelle, demeure des Esmez-Deutout (anciennement Esmez de Deutout).
- Chapelle Saint-Roch :

Deux statuettes de bâtons de confrérie : Saint Roch, Saint Sébastien.
Autel, retable, tabernacle et chandeliers (candélabres).
- Belles demeures, maisons fortes, anciennes fermes traditionnelles, nombreux lavoirs et fontaines en grès[54].

Patrimoine architectural rural recensé par le service régional de l'Inventaire général du patrimoine culturel.
- À visiter[56] une collection d’outils et de machines agricoles anciennes, Martinvelle-jadis[57].
- Monument aux morts[58],[59].

### Personnalités liées à la commune
- Auguste Adalbert Fénard, Docteur ès sciences de l'Université de Paris[60].
- Personnalités baptisée ou décédées à Martinvelle[61].
- Anciens élèves des élèves des écoles nationales d'arts & métiers : Emile Jannel, Maximin Jannel.
- Maxime Floriot dit « Martinvelle » est connu pour avoir participé aux Douze Coups de midi. Il se heurte à une question sur l’octobasse qui lui coûte une élimination malheureuse et immérité.
- Charles Adalbert Esmez-Deutout (1847 - 1927), Chevalier de la Légion d'Honneur le 5 février 1878[62].

### Héraldique
| Blason | Blasonnement : D'or, à la bande de gueules chargée de trois alérions d'argent, accompagnée en chef d'une feuille de chêne de sinople mise en pal, et en pointe d'un râteau faneur. Commentaires : Les alérions indiquent que Martinvelle est désormais en Lorraine. La feuille de chêne évoque la forêt de Darney. Le râteau à foin mécanique est un hommage à l’usine locale de matériel agricole qui fonctionna de 1860 à 1962. |

## Pour approfondir